# Binderveld
Binderveld est une section de la commune belge de Nieuwerkerken située en Région flamande dans la province de Limbourg. C'était une commune à part entière avant la fusion des communes de 1971.

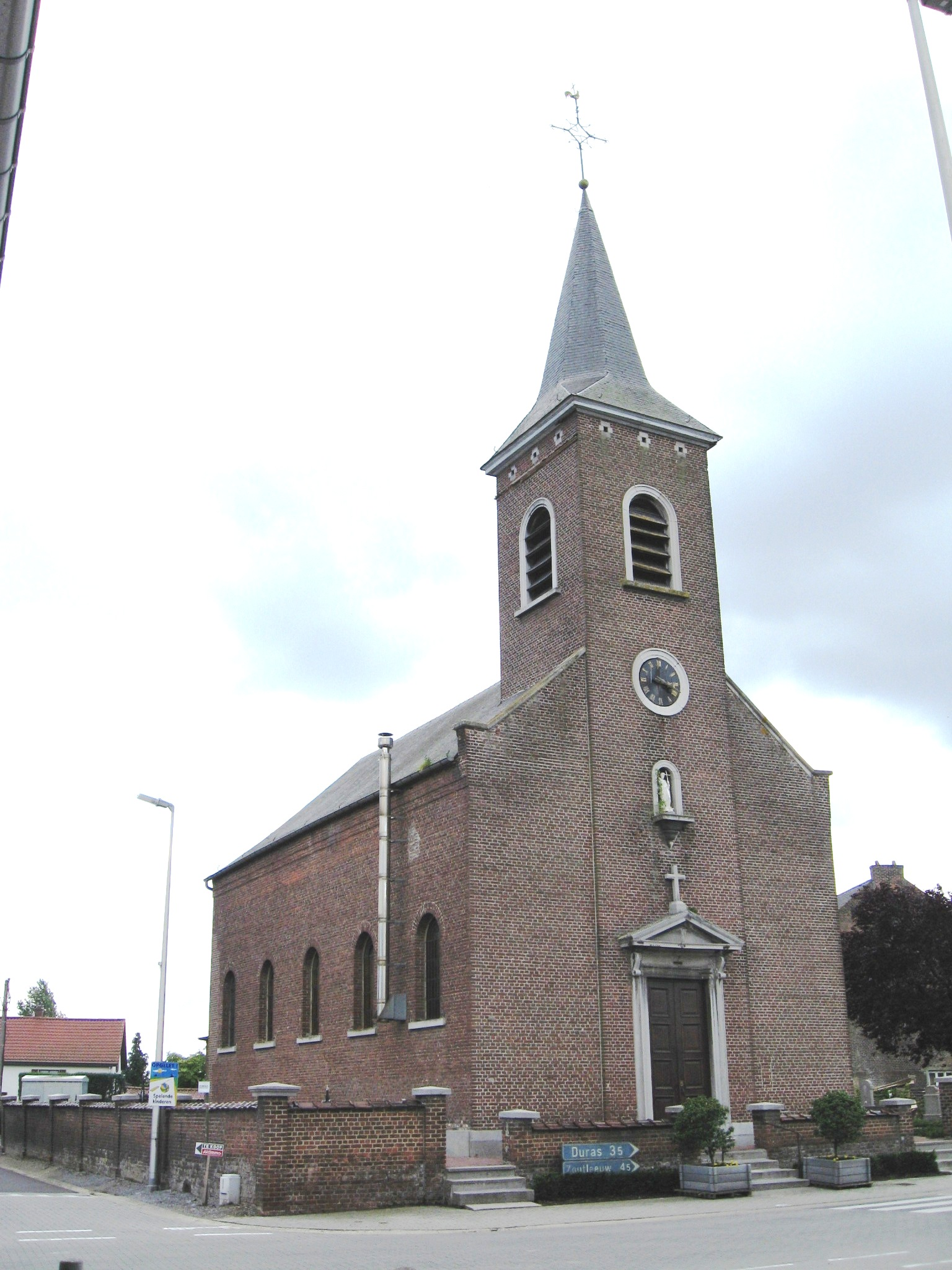
Église Saint-Jean Baptiste

## Évolution démographique
- Sources: INS, www.limburg.be et Commune de Nieuwerkerken